# 森本滋
森本 滋（もりもと しげる、1946年 - ）は、日本の法学者。専門は商法。京都大学名誉教授。同志社大学教授。弁護士。中国大連生まれ。恩師は上柳克郎・大隅健一郎。

## 略歴
- 1964年 - 京都市立紫野高等学校卒業
- 1968年 - 司法試験二次試験合格
- 1969年 - 京都大学法学部卒業
- 1969年 - 京都大学法学部助手（学士助手）
- 1971年 - 京都大学法学部助教授
- 1975年 - ドイツ連邦・マックス・プランク国際特許研究所およびビーレフェルト大学で在外研究（〜1978年）
- 1983年 - 京都大学法学部教授
- 1992年 - 京都大学大学院法学研究科教授
- 1997年 - 京都大学評議員（〜1999年）
- 2001年 - 京都大学学長補佐（〜2003年）
- 2005年 - 京都大学大学院法学研究科長（〜2007年）
- 2007年 - 京都大学停年退官。同名誉教授。同志社大学法科大学院教授

## 主な役職
- 法務省法制審議会商法部会委員（平成3年-平成14年）
- 法務省法制審議会会社法部会委員（平成14年-平成17年）
- 旧司法試験試験委員（平成4年、平成6年、平成7年、平成10年、平成11年）
- 大阪証券取引所社外取締役（平成21年6月-平成25年7月まで）
- 京都弁護士会登録（弁護士法人中央総合法律事務所入所）（平成23年10月 - ）

## 主要著書
- 龍田節と共著『会社と法 法律読本シリーズ』（第一法規出版 1982年）
- 『EC会社法の形成と展開 : 加盟国会社法の調整とわが国会社法の改正』（商事法務研究会 1984年）
- 『会社法 現代法学』（有信堂高文社 1993年初版・1995年第2版）
- 『商法総則講義』（編著 成文堂 1996年初版・2007年第3版）
- 『手形法小切手法講義』（編著 成文堂 2008年初版・2010年第2版）
- 『会社法・商行為法手形法講義』（成文堂 2010年初版・2014年第4版）
- 『組織変更, 合併, 会社分割, 株式交換等（会社法コンメンタール 17, 18）』（編著 商事法務 2010年）
- 弥永真生と共編『計算等（会社法コンメンタール 10-11）』（商事法務 2010年-2011年）

## 門下生
- 前田雅弘
- 北村雅史
- 川濱昇
- 洲崎博史